# Nephodia sericea
Nephodia sericea là một loài bướm đêm trong họ Geometridae.